# ماثيو فستينغ
ماثيو فستينغ (بالإنجليزية: Matthew Festing)‏ هو رئيس منظمة فرسان مالطة المسيحية ذات الاعتراف الدولي المحدود ومقرها الرئيسي بروما ولها تمثيل دبلوماسي يمتد عبر 104 دولة. وهو بريطاني الجنسية وكاثوليكي المعتقد تولّى رئاسة المنظمة بتاريخ 11 مارس 2008 وهو من مواليد 30 نوفمبر 1949.

## انظر
- فرسان مالطة
- فرسان القديس يوحنا
- قلعة الحصن
- جمعية الاخوة المخلصين